# Jets to Brazil
Jets to Brazil fue una banda neoyorkina de indie rock, liderada por Blake Schwarzenbach. Estuvo activa entre 1997 y 2003. 

## Historia

### Actividad (1997–2003)
Jets a Brasil fue fundada por Blake Schwarzenbach (Jawbreaker) y Jeremy Chatelain (Handsome, Iceburn), cuando Schwarzenbach se mudó a Nueva York tras la disolución de Jawbreaker. Los dos comenzaron a trabajar en grabaciones de cuatro pistas ayudadas por cajas de ritmos, hasta que Chris Daly (Texas Is the Reason, 108) se unió a la banda. El origen del nombre de la banda fue sugerencia de Daly, después de verlo en un póster en la película de 1961 Breakfast at Tiffany's.
El primer álbum del grupo Orange Rhyming Dictionary, fue lanzado en Jade Tree Records en 1998, y promocionado con una extensa gira con The Promise Ring. Su segundo álbum, Four Cornered Night fue lanzado en 2000. Este marcó el ingreso del guitarrista Brian Maryansky, anteriormente de The Van Pelt. En 2002, Jets to Brazil lanzó su tercer y último álbum, Perfecting Loneliness.

### Quiebre y sucesos posteriores
Para el otoño de 2003, menos de un año después del lanzamiento de Perfecting Loneliness, la banda se separó sin razones específicas.
Schwarzenbach enseña inglés en Hunter College, Nueva York y cursó un doctorado en literatura inglesa.
 En octubre de 2008, formó una nueva banda, The Thorns of Life, pero se separó en agosto de 2009. Poco después comenzó Forgetters, lanzando un álbum y comenzando el sello Too Small To Fail Records. En 2017. Schwarzenbach se reunió con Jawbreaker.
Daly se reunió con Texas Is The Reason para dos espectáculos en el Irving Plaza de Nueva York, en noviembre de 2006. Su último show lo dieron en 2016.
Chatelain se enfocó en su proyecto solista Cub Country, activo hasta 2014. Además de participar en Helmet, entre 2005 y 2006.
El 25 de marzo de 2019, durante una sesión de preguntas y respuestas en el documental de Jawbreaker Don't Break Down, Schwarzenbach agregó que una reunión de Jets a Brasil podría suceder algún día, pero su enfoque principal actual está en Jawbreaker.

## Miembros

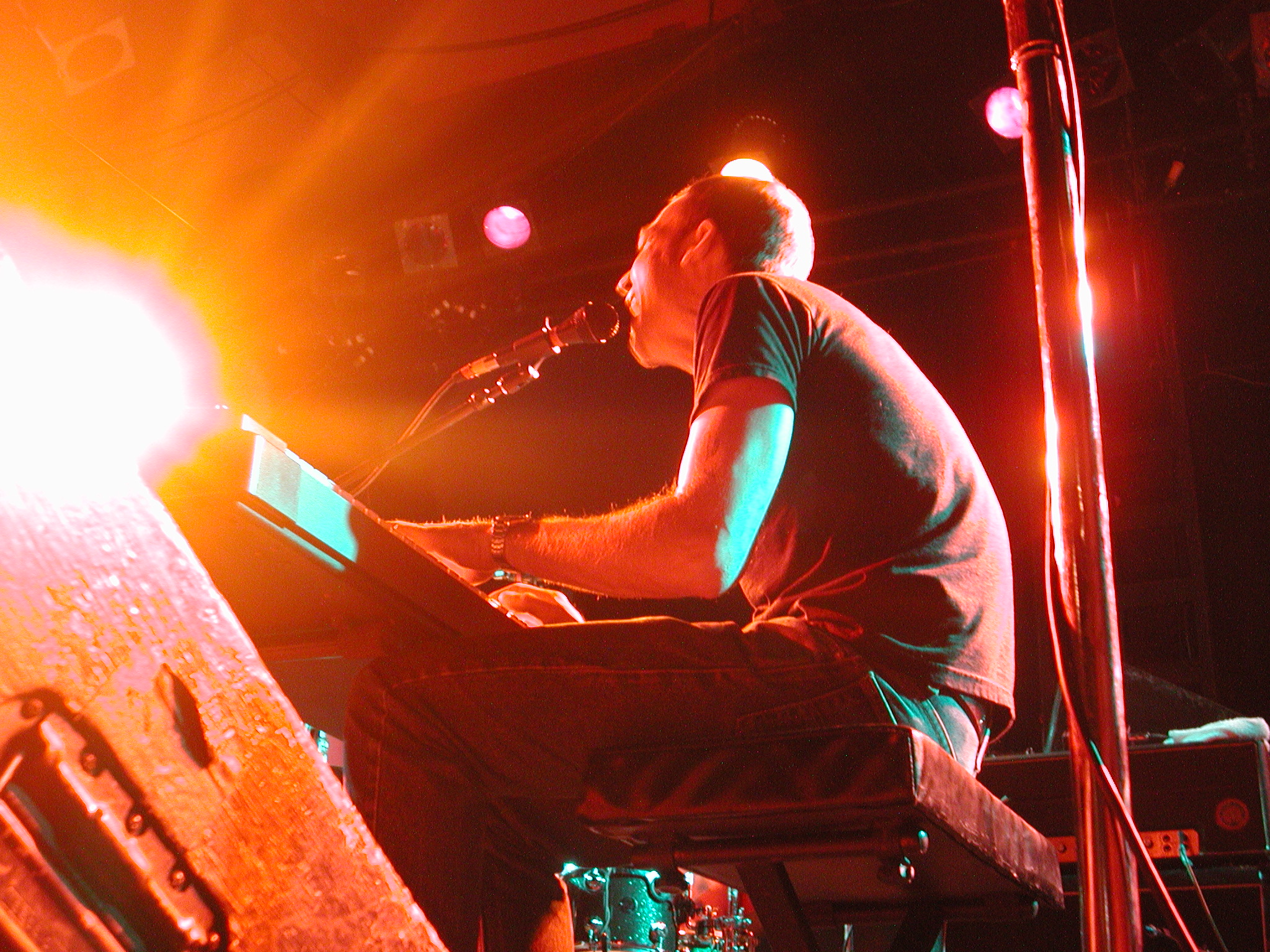
Blake Schwarzenbach tocando el piano en vivo en Santa Cruz, 2001.

- Blake Schwarzenbach – voces, guitarras, piano, teclados (1997–2003)
- Jeremy Chatelain – bajo (1997–2003)
- Chris Daly – batería (1997–2003)
- Brian Maryansky – guitarras (2000–2003)

## Discografía
- Orange Rhyming Dictionary (1998)
- Four Cornered Night (2000)
- Perfecting Loneliness (2002)